# Pseudosphyrapus
Pseudosphyrapus är ett släkte av kräftdjur som beskrevs av Modest Gutu 1980. Pseudosphyrapus ingår i familjen Sphyrapidae.
Kladogram enligt Catalogue of Life och Dyntaxa:
| Pseudosphyrapus | \| \| Pseudosphyrapus anomalus \| \| \| \| \| \| Pseudosphyrapus centobi \| \| \| \| \| \| Pseudosphyrapus dispar \| \| \| \| \| \| Pseudosphyrapus serratus \| \| \| \| |
|                 | \| \| Pseudosphyrapus anomalus \| \| \| \| \| \| Pseudosphyrapus centobi \| \| \| \| \| \| Pseudosphyrapus dispar \| \| \| \| \| \| Pseudosphyrapus serratus \| \| \| \| |
|                 | Francapseudes |
|                 | |
|                 | Kudinopasternakia |
|                 | |
|                 | Sphyrapus |
|                 | |
|                 | Pseudosphyrapus anomalus |
|                 | |
|                 | Pseudosphyrapus centobi |
|                 | |
|                 | Pseudosphyrapus dispar |
|                 | |
|                 | Pseudosphyrapus serratus |
|                 | |

|  | Pseudosphyrapus anomalus |
|  |                          |
|  | Pseudosphyrapus centobi  |
|  |                          |
|  | Pseudosphyrapus dispar   |
|  |                          |
|  | Pseudosphyrapus serratus |
|  |                          |